# Rusa (Haanja)
Rusa – wieś w Estonii, w prowincji Võru, w gminie Haanja.